# 121
سنة 121 م (بالأرقام الرومانية: CXXI) كانت سنة بسيطة تبدأ يوم الثلاثاء (الرابط يظهر نموذج الجدول الزمني الكامل للسنة) من التقويم اليولياني. بدأت تسمية السنة ب121 منذ العصور الوسطى المبكرة، عندما أصبح تقويم أنو دوميني هو الأسلوب السائد في أوروبا لتسمية السنوات.

## مواليد
- ماركوس أوريليوس

## وفيات
- تساي لون